# Daron Malakian
Daron Vartan Malakian (armeană: Տարոն Մալաքյան, n. 18 iulie 1975) este un muzician, cântăreț, compozitor, multi-instrumentist, și producător american. El este mai mult cunoscut ca chitarist, compozitor, și al doilea vocalist al formației rock System of a Down, dar și ca lead vocalist, lead chitarist și compozitor al formației alternative metal, Scars on Broadway. Ca și ceilalți membri ai formației System of a Down, el este descendent armean, dar s-a născut în Statele Unite. El a fost clasat pe poziția a 30-a în List of The 100 Greatest Heavy Metal Guitarists of All Time publicată de Guitar World.

## Discografie

### Scars on Broadway
- Scars on Broadway (2008)

### Alte apariții
| Live performances |                                                   |                  |                       |
| 2000              | Metallica feat. Jonathan Davis and Daron Malakian | "One"            |                       |
| 2000              | Metallica feat. Serj Tankian and Daron Malakian   | "Mastertarium"   |                       |
| 2003              | Metallica feat. Serj Tankian and Daron Malakian   | "Creeping Death" | Reading Festival 2003 |
| 2003              | The Ambulance feat. Daron Malakian                | "Stop"           |                       |
| 2010              | Cypress Hill feat. Daron Malakian                 | "Trouble Seeker" |                       |

## Producție
| An   | Album               | Artist            | Credite                                |
| ---- | ------------------- | ----------------- | -------------------------------------- |
| 1998 | System of a Down    | System of a Down  | Producer, credited as System of a Down |
| 2001 | Toxicity            | System of a Down  | Producer                               |
| 2002 | Steal This Album!   | System of a Down  | Producer                               |
| 2004 | Death Before Musick | Amen              | Executive producer and A&R             |
| 2004 | Lynch the Weirdo    | Bad Acid Trip     | Producer                               |
| 2005 | Mezmerize           | System of a Down  | Producer                               |
| 2005 | Hypnotize           | System of a Down  | Producer                               |
| 2008 | Scars on Broadway   | Scars on Broadway | Producer                               |